# Rolls-Royce Cullinan
O Rolls-Royce Cullinan é um veículo SUV de luxo produzido pela Rolls-Royce Motor Cars, lançado em 2018 é primeiro veículo da montadora nessa classe, o nome vem do diamante Cullinan, o maior diamante já encontrado.